# Rode nova

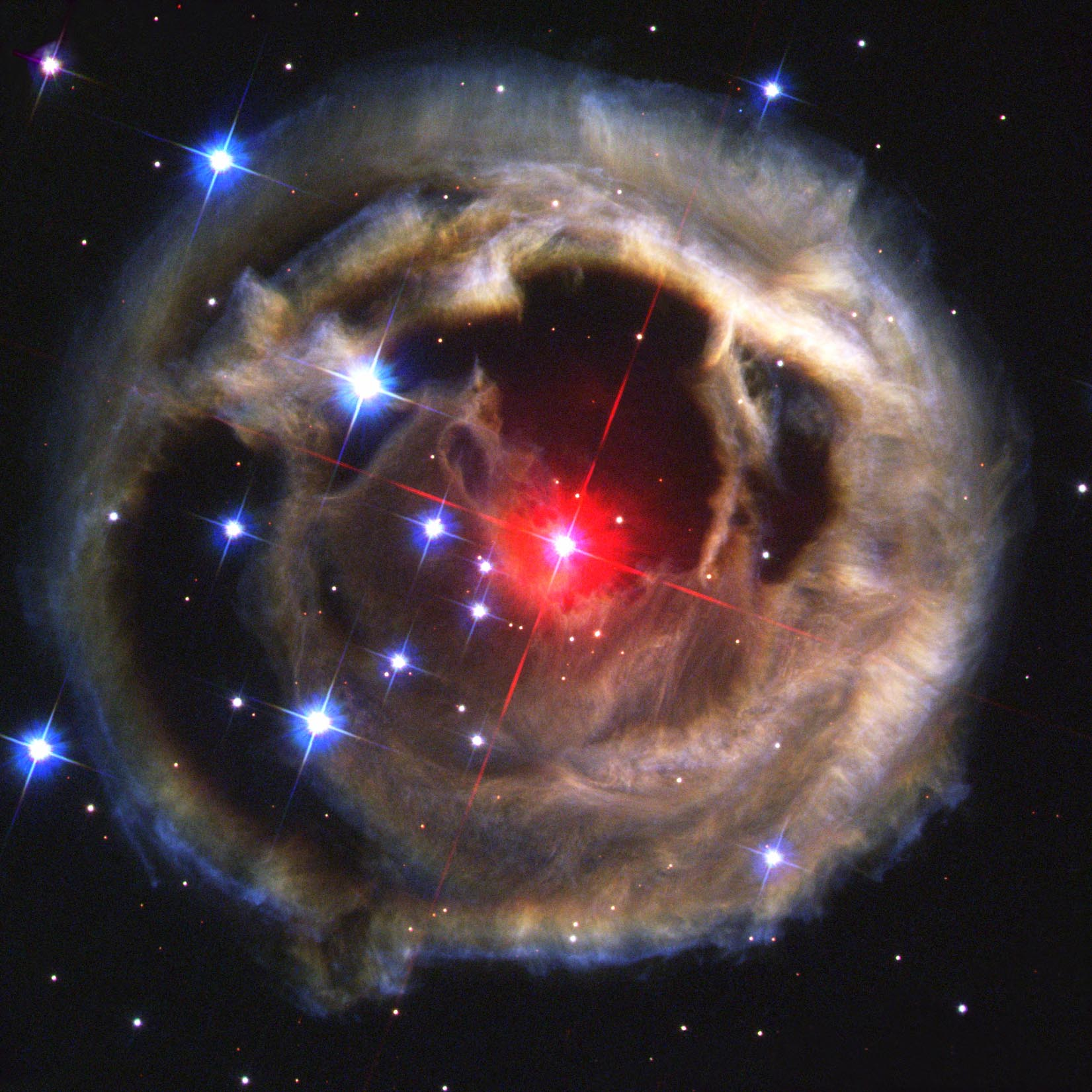
V838 Monocerotis heeft mogelijk een rode nova ondergaan.

Een rode nova is een stellaire explosie waarvan men ondersteld dat het resulteert uit een sterrenbotsing. Karakteristieke eigenschappen zijn de onderscheidende rode kleur en een lichtkromme die langzaam vervaagt, waarin infrarode oplevingen worden gevonden. Rode novae zijn niet gerelateerd aan klassieke novae. 

## Ontdekking en verdere observaties

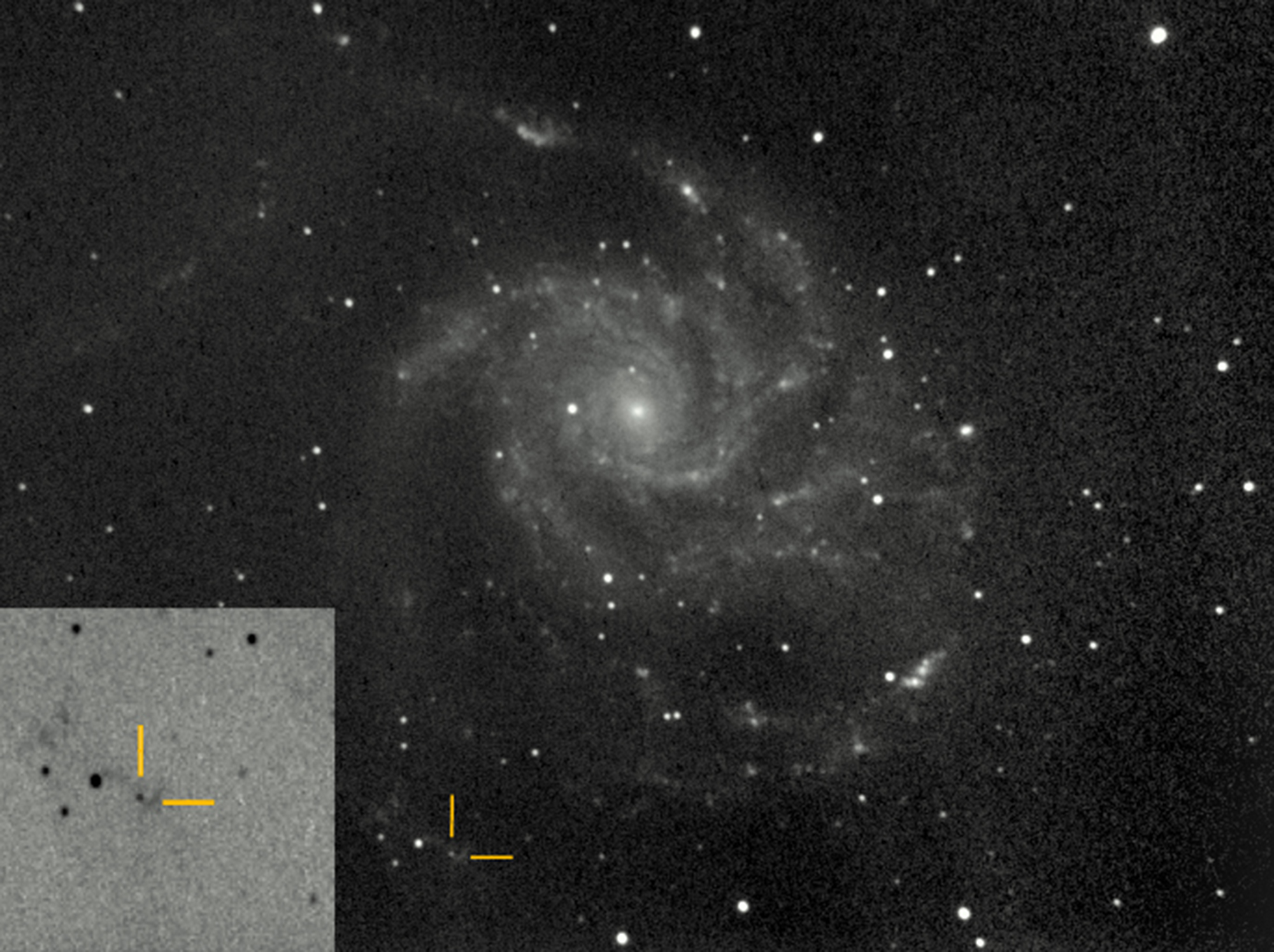
De ontdekte rode nova in het Windmolenstelsel in 2015.

Een klein aantal astronomische objecten hebben eigenschappen van een rode nova in de afgelopen 30 jaar vertoond. De rode ster M31 RV in het Andromedastelsel vertoonde in 1988 een felle uitbarsting wat een rode nova zou kunnen zijn geweest. In 1994 had V4332 Sagitarii een soortgelijke opvlamming in het Melkwegstelsel. Ook in 2002 zag men zo'n explosie van V838 Monocerotis, waar astronomen ditmaal een goede studie van hebben kunnen maken.
De eerst bevestigde rode nova was het object M85 OT2006-1 in het sterrenstelsel Messier 85. Het Lick-observatorium observeerde het al eerder tijdens een zoektocht naar supernovae, waarna een team van astronomen van U.C.Berkeley en Caltech het verder onderzocht. Zij bevestigden dat het fenomeen verschilde van bekende explosies zoals klassieke novae en andere verschijnselen als thermische pulsen. Ze introduceerden in 2007 de Engelse term luminous red nova, wat in het Nederlands vertaald wordt als een rode nova, of ook wel heldere rode nova.
V1309 Scorpii is een rode nova, ontstaan uit een nauwe dubbelster in 2008. In januari van 2015 heeft men een duidelijke rode nova, M31N 2015-01a, in het Andromedastelsel waar kunnen nemen. In februari van 2015 trof men er nog een aan in het Windmolenstelsel, met de naam M101 OT2015-1.

## Eigenschappen
De lichtkracht van de explosie die plaatsvindt bij een rode nova ligt tussen die van een supernova (krachtiger) en die van een klassieke nova (zwakker). Het zichtbare licht houdt weken tot maanden aan en is karakteristiek rood van kleur, dat met verloop van tijd zwakker en roder wordt. Terwijl het zichtbare licht in kracht inboet, neemt de infrarode straling toe en blijft dan nog een tijd aanwezig, waarbij het doorgaans een aantal keer afzwakt en dan weer feller wordt.
Door het infrarood van M85 OT2006-1 te bestuderen kon men de oppervlaktetemperatuur van deze ster op iets minder dan duizend kelvin bepalen, een nogal lage waarde voor een ster. Verder onderzoek moet uitwijzen of deze eigenschap wordt gedeeld door andere rode novae.

## Verloop van de nova
Het team dat M85 OT2006-1 onderzocht denkt dat het object ontstond toen twee hoofdreekssterren samensmolten. Toen dit waarschijnlijk plaatsvond bleek dat de rode nova extreem snel uitdijde, waarbij tienduizenden maal de zonneradius werd bereikt in slecht een paar maanden tijd. Zo'n snelle expansie moet er voor hebben gezorgd dat het object is afgekoeld, wat een goede reden kan zijn voor de intrigerende coëxistentie van een felle flits dat een relatief koud object nalaat.

## Er zijn twijfels
Sommige astronomen vinden het nog te vroeg om deze nieuwe klasse van stellaire explosies uit te roepen, omdat het aantal observaties zo klein is. De gevonden objecten zouden ook veroorzaakt kunnen zijn door een type II-p supernova. Een andere mogelijke verklaring is een supernova die snel uitdooft, want die zijn ook rood en lichtzwak.